# Morgane Dubled
Morgane Dubled est un mannequin français né le 1er juillet 1984 à Nice, en France.

## Biographie

### Jeunesse
Morgane Dubled a été repérée par un agent à l'âge de seize ans. Elle refuse cependant de signer dans son agence, préférant continuer ses études. Après un baccalauréat scientifique, elle intègre la faculté de médecine de Nice. Après un an, elle décide de changer de voie et va habiter à Paris, dans le but de faire une hypokhâgne pour intégrer Normale Sup. C'est alors qu'elle se tourne vers le mannequinat, pour payer ses études.

### Carrière
En 2004, elle fait ses débuts lors de la Fashion Week en défilant pour Jil Sander et John Galliano. Elle ouvre le défilé de Vera Wang et clôture celui de Jean Paul Gaultier, et travaille comme mannequin de cabine de Dior. Par la suite, elle arpente les podiums d'Alexander McQueen, Chanel, Christian Lacroix, Dior, Gucci, Lacoste, Louis Vuitton, Kenzo, Marc Jacobs, Oscar de la Renta ou encore Stella McCartney. De 2005 à 2008, elle défile pour la marque de lingerie Victoria's Secret .
En 2007, elle monte les marches du Festival de Cannes aux bras de Jean Paul Gaultier.
Elle figure par la suite en couverture du Vogue russe et du Cover Magazine danois, et apparaît dans des éditoriaux des magazines Elle, Harper's Bazaar, Velvet et Jalouse. Elle fait en 2008 la couverture de Bazaar Beauty, photographiée nue par John Akehurst (en) et compose l'année suivant la musique du défilé d'Alexis Mabille avec Martin Maugeais.
Elle est sur le podium du dernier défilé de prêt-à-porter de Jean Paul Gaultier, en 2014. L'année suivante, elle pose enceinte dans le livre Portrait de femmes qui rend hommage à Alexis Mabille, à l'occasion de la présentation de sa collection Haute Couture Automne-Hiver 2015/2016 qui marque les dix ans de la maison.